# Iglesia Evangélica Luterana Grace
La Catedral del Templo de Oración del Amor se encuentra en 12375 Woodward Avenue en Highland Park, una ciudad ubicada en el estado de Míchigan (Estados Unidos). Fue construida en 1929 como la Iglesia Evangélica Luterana Grace y fue incluida en el Registro Nacional de Lugares Históricos en 1982.

## Historia
La Iglesia Evangélica Luterana Grace fue originalmente una misión en el lado oeste de Detroit, conocida como la Iglesia Evangélica Luterana Immanuel de Detroit. La congregación originalmente adoraba en un marco de capilla gótica victoriana (construida para la congregación presbiteriana de Highland Park) una cuadra al sur del sitio actual. La actual catedral fue construida entre 1929 y 1930, y fue utilizada por la congregación hasta 1979, cuando la congregación Grace Evangelical vendió el edificio de su iglesia a una congregación apostólica afroamericana. El edificio ahora se conoce como el Templo de Oración de la Catedral del Amor.

## Arquitectura
El edificio es una estructura relativamente pequeña de estilo neogótico, de piedra caliza y sillería aleatoria. Tiene una nave alta a dos aguas con pasillos laterales inferiores que se extienden hasta los transeptos a dos aguas. La entrada está flanqueada por contrafuertes poco profundos y una gran ventana gótica trazada domina la fachada. Una torre cuadrada de techo plano con campanario de lamas se encuentra sobre el crucero donde la nave se encuentra con los transeptos. El techo es de pizarra oscura, que contrasta con la mampostería de los muros. En la parte trasera de la iglesia se encuentra la estructura gótica victoriana a dos aguas que sirvió a la congregación hasta que se erigió el edificio actual. En la propiedad también hay una casa parroquial de ladrillos de dos pisos con techo a cuatro aguas.